# Safdar Jang
Safdar Jang (Hindi: सफदरजंग, urdú: صفدرجنگ) (vers 1708 - 5 d'octubre de 1754) fou subadar nawab d'Oudh (19 de març de 1739 a 5 d'octubre de 1754).
Safdar Jang (de nom de naixement Muhammad Mukim) havia emigrat a l'Índia el 1722 des de Khurasan i era nebot (per via materna) i gendre de Saadat Ali Khan I al que va succeir a la seva mort. El títol de Safdar Jang li va donar l'emperador mogol. És considerat un bon governant. Va rebre de l'emperador el govern de Caixmir i va esdevenir figura central a la cort de Delhi i durant els darrers anys de Muhammad Shah de Delhi (1719-1748) va aconseguir el control de l'administració mogol. El 1745 Safdar Jang es va enfrontar amb Ali Muhammad que estava consolidant el poder rohilla a la frontera occidental de l'Oudh i va començar una llarga guerra (que va acabar amb l'annexió de Rohilkhand a l'Oudh). El 1748 el vell nizam d'Hyderabad va morir i quan Ahmad Shah Bahadur (1748-1754) va pujar al tron de Delhi, Safdar Jang va succeir al nizam com a wazir imperial (wazir ul-Mamalik-i-Hindustan o Cap Ministre de l'Índia) i encarregat de l'harem; també fou nomenat governador d'Ajmer i fawjdar de Narnaul.
Tot i les seves altes responsabilitats no va oblidar Oudh on va fer diverses construccions. Va seguir la guerra contra el nawab afganès de Farrukhabad durant la qual Safdar Jang va demanar l'ajut dels marathes que finalment van esdevenir una amenaça però inicialment el van ajudar en l'objectiu i Farrukhabad va esdevenir feudatari d'Oudh. Però les intrigues de la cort imperial van aconseguir apartar-lo; l'emperador Ahmad Shah el va destituir com a wazir i amb el suport maratha, i el va expulsar cap a l'Oudh quan intentava (aliat als jats) conquerir Delhi (desembre del 1753).
Va morir a l'Oudh el 5 d'octubre de 1754 i el va succeir el seu fill Shuja al-Dawla.